# 東京医科大学
東京医科大学（とうきょういかだいがく、英語: Tokyo Medical University）は、東京都新宿区新宿六丁目1-1に本部を置く日本の私立大学。1916年創立、1946年大学設置。
創設は1916年（大正5年）、現在の設置者は学校法人東京医科大学。旧設八医科大学の1つであり、医学部医学科、医学部看護学科を有する。「東医（とうい）」「東京医大」の略称でも呼ばれる。

## 沿革

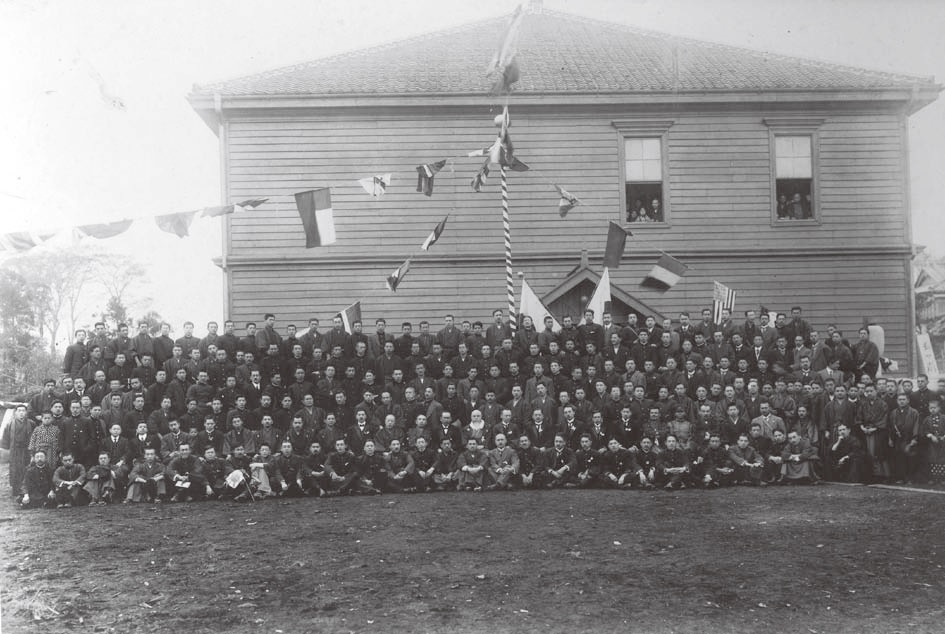

- 1916年 - 日本医学専門学校（日本医科大学の前身）の学生約450名が同盟退学し東京物理学校（東京理科大学の前身）内に東京医学講習所を開設。
- 1918年 - 東京医学専門学校設立。
- 1923年 - 東京医学専門学校山岳部創設。
- 1924年 - 東京医学専門学校小梨平仮診療所設置。
- 1927年 - 東京医学専門学校高山医学研究所付属小梨平診療所開設。
- 1930年 - 上高地の燕山荘西岳の小屋、槍ヶ岳殺生小屋の診療を開始。
- 1931年 - 附属淀橋診療所（後に淀橋病院と改称）設置。
- 1939年 - 上高地の燕山荘西岳の小屋、槍ヶ岳殺生小屋の診療を中止。
- 1945年 - アメリカ軍による空襲により被災し、長野県・飯田に疎開（5月）[1]
- 1946年 - 東京医科大学設立、淀橋病院を東京医科大学病院に改称、小梨平診療所を東京医科大学高山医学研究所上高地診療所に改名。
- 1949年 - 東京医科大学霞ケ浦病院開設。
- 1957年 - 大学院を設置認可、東京医科大学高山医学研究所上高地診療所を東京医科大学上高地診療所と改名。
- 1964年 - 東京医科大学附属高等看護学校の設立認可。
- 1975年 - 東京医科大学附属霞ヶ浦高等看護学校の設立認可。
- 1978年 - 附属高等看護学校を東京医科大学看護専門学校に、附属霞ヶ浦高等看護学校を東京医科大学霞ヶ浦看護専門学校に改称
- 1980年 - 東京医科大学八王子医療センター開設。
- 1993年 - 東京医科大学病院の特定機能病院承認。
- 2005年 - 東京医科大学病院の特定機能病院承認取消。
- 2009年2月28日 - 東京医科大学病院の特定機能病院再承認。
- 2009年4月1日 - 東京医科大学霞ヶ浦病院を東京医科大学茨城医療センターに改名。
- 2010年 - 東京医科大学医学総合研究所を設置。
- 2013年 - 医学部に看護学科、大学院医学研究科に医科学専攻修士課程を開設。
- 2014年 - 東京医科大学看護専門学校の学生募集を停止。
- 2018年10月1日 - 東京医科大学初の女性学長に林由起子[2]が就任した。
- 2019年3月26日 - 大学教育状況等の認証評価機関である大学基準協会が2017年に「適合」とした評価を取り消し「不適合」に変更したと発表[3][4][5]。
- 2025年 - 大学院看護学研究科を新設予定。

## 学部・研究科

### 学部
- 医学部
  - 医学科
  - 看護学科

### 研究科
- 医学研究科
  - 形態系専攻
  - 機能系専攻
  - 内科系専攻
  - 外科系専攻
  - 社会医学系専攻
  - 医科学専攻（本専攻のみ修士課程/ほかは博士後期課程）
- 看護学研究科（令和7年4月開設予定）
  - 看護学専攻（修士課程）

## 附属施設

### 東京医科大学上高地診療所
- 長野県松本市安曇上高地
- 所長 植木 彬夫
- 開設期間 4月27日から11月15日まで
- 診療時間 午前9時から午後5時まで
- 休診日 土曜・日曜・祭日
- プライマリ・ケアのみを行い、より詳細な検査等が必要な場合は松本市立病院等、近隣の医療機関へ紹介する。

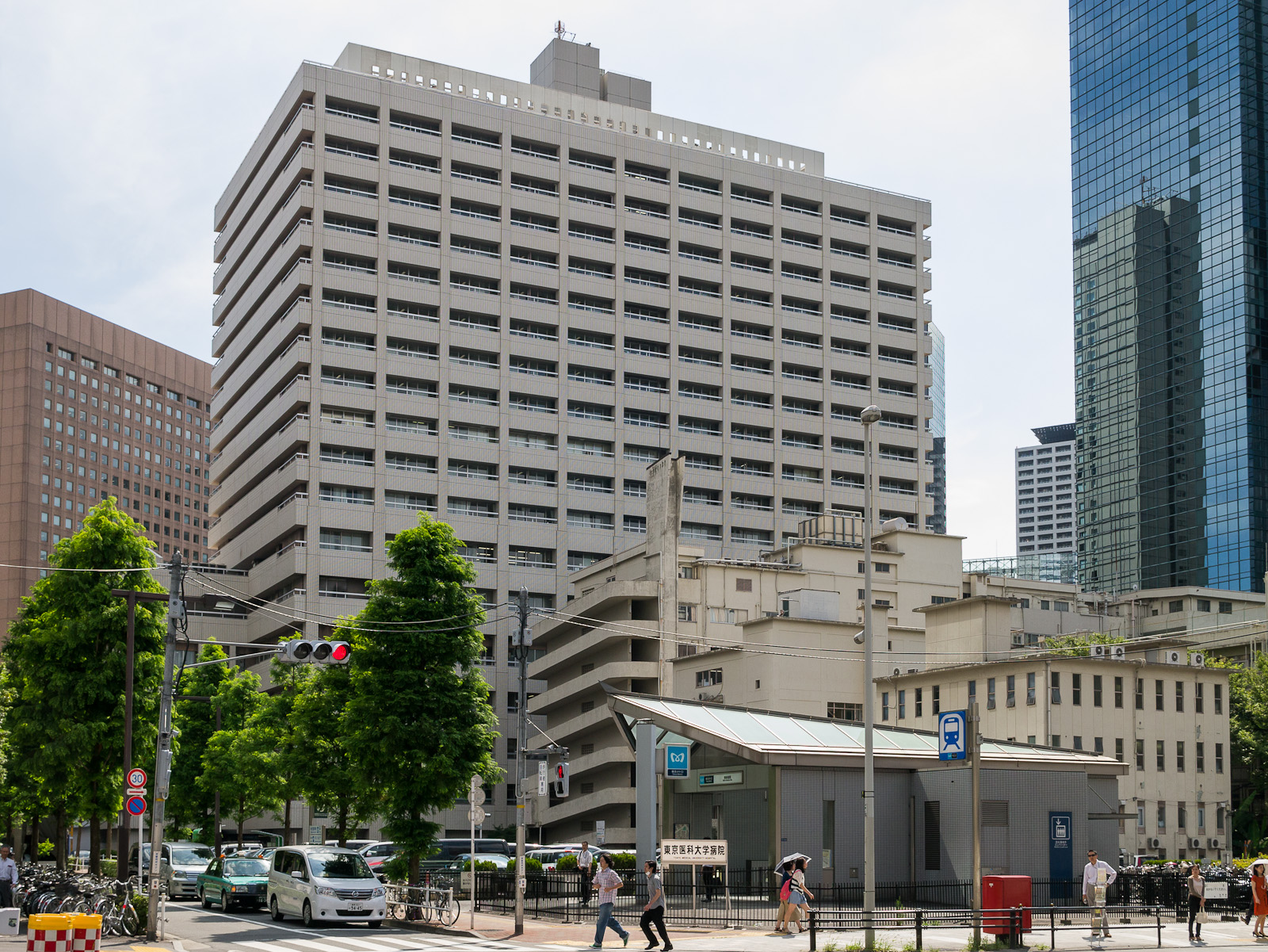
東京医科大学病院 （東京・西新宿）
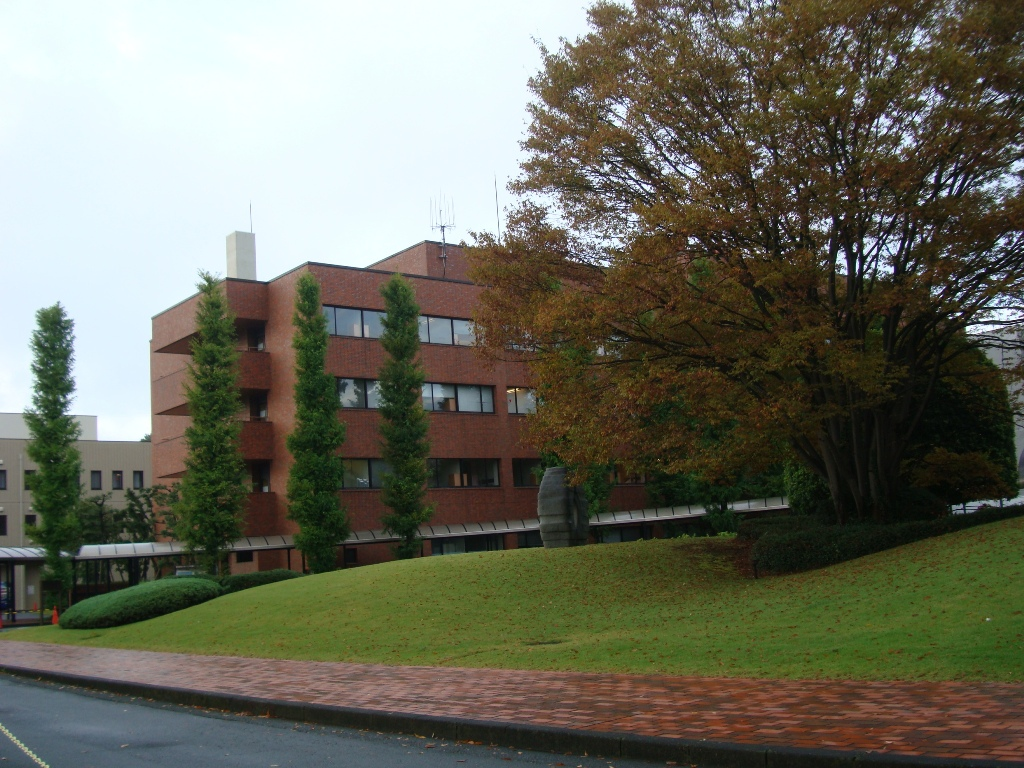
八王子医療センター （東京都八王子市）
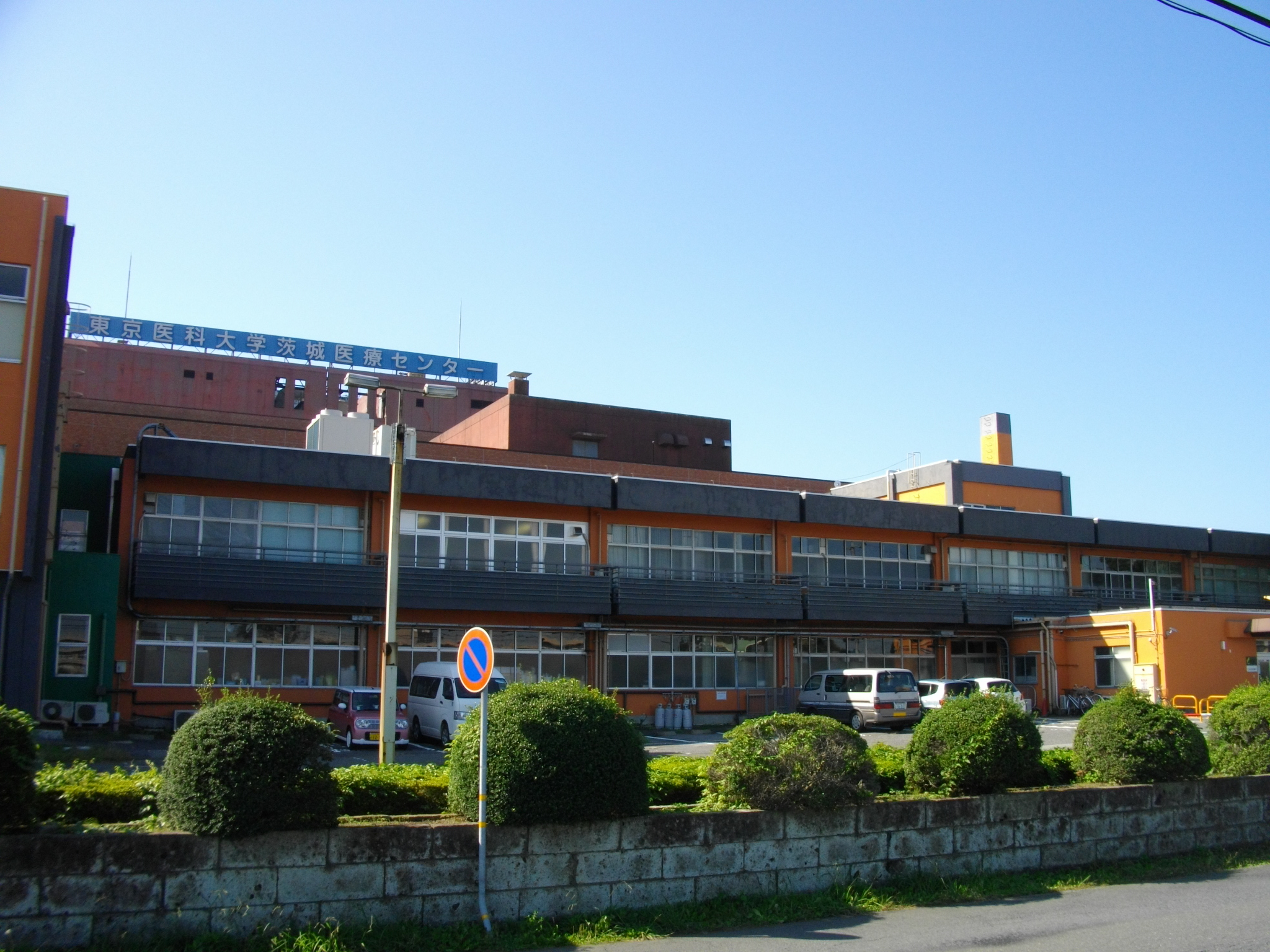
茨城医療センター (茨城県稲敷郡阿見町)
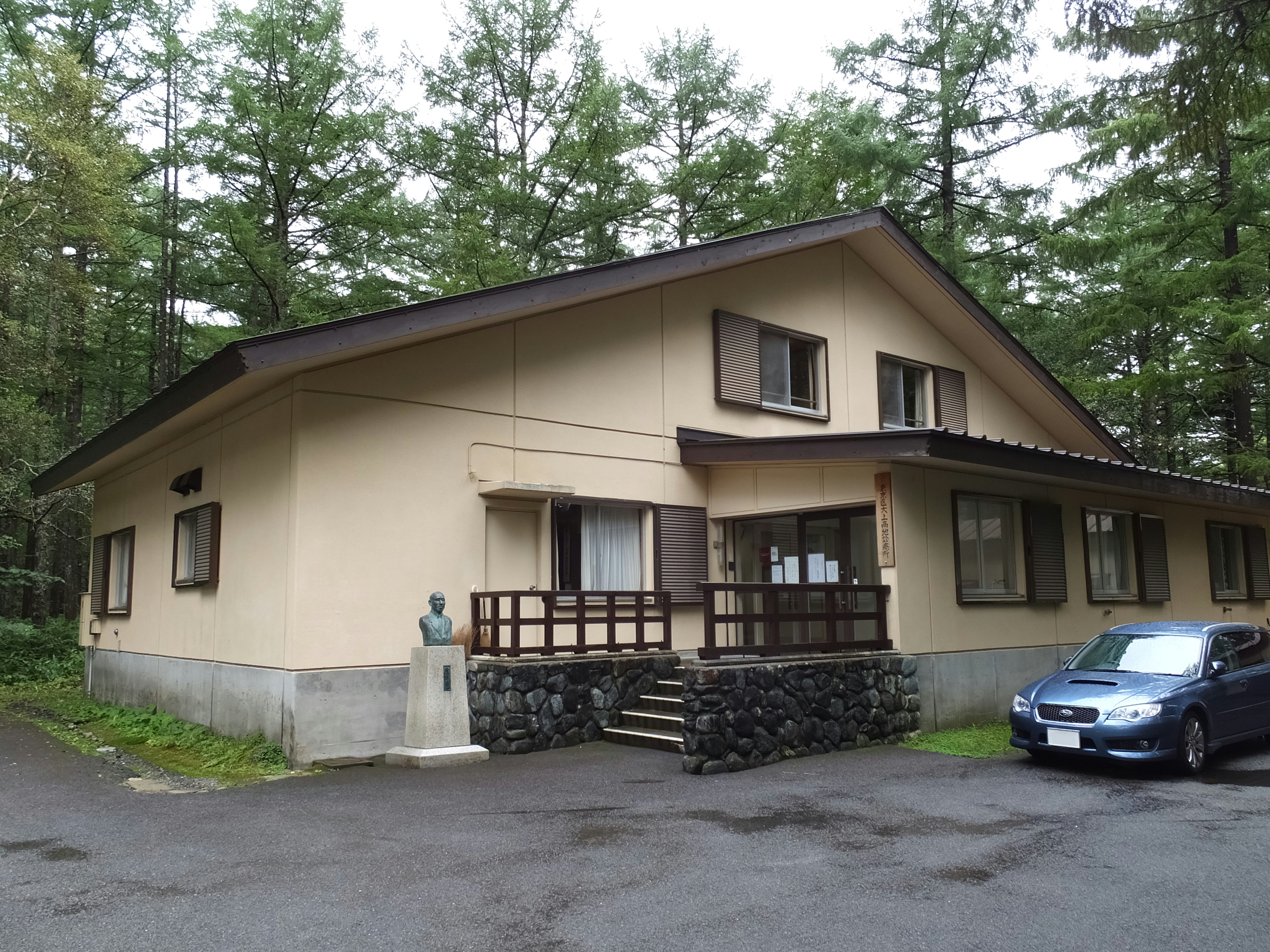
上高地診療所 （長野県松本市）

## 備考
- 東京医科大学の校門の表札には、2022年現在でも、「東京醫科大學」と旧字で表記されている。

## 学費
入学時に支払う入学金 1,000,000円、授業料 2,900,000円、教育・施設設備充実費 900,000円、合計 4,800,000円。
次年度以降は、授業料 2,900,000円、教育・施設設備充実費 2,020,000円、合計 4,920,000円となる。
6年間でかかる東京医科大学の学費の総額は、29,400,000円。

## 不祥事

### 文部科学省局長の子供の汚職による不正入学
2018年7月4日、東京地検特捜部は、文部科学省が行なっている私立大学支援事業の対象校に選定されることへの見返りとして、自分の子供を東京医科大学の入学試験で不正に合格させたとして、文部科学省科学技術・学術政策局の佐野太局長を受託収賄の疑いで逮捕した。局長の逮捕について、林芳正文部科学大臣は、「現職職員が逮捕されたことは誠に遺憾で、捜査に全面的に協力したい」と述べ、文部科学省は局長を7月4日付で解任した。私立大学支援事業選定の依頼や不正合格の決定には、東京医科大学の理事長、および複数の大学関係者が関与していたことが明らかになっている。7月6日、入試加点を指示した疑いがある臼井正彦理事長（第13代、第13代学長でもあった）と鈴木衞学長（第14代）が辞任した。7月24日、臼井と鈴木が贈賄罪で在宅起訴された。2022年7月20日、東京地方裁判所は臼井前理事長に懲役1年6月、執行猶予4年、鈴木前学長に懲役1年、執行猶予2年の有罪判決をそれぞれ言い渡した。2024年4月19日、東京高等裁判所は一審判決を支持し、臼井らの控訴をいずれも棄却した。

### 女子受験生・三浪以上に対する一律減点
東京医科大学医学部医学科の一般入試において、女子受験者に対して得点を一律に減点することで、女子の合格者数を一定以下に抑えていたことが、2018年8月に「関係者の話」として報道された。その後、女子のみならず3浪以上の受験生にも減点が行われていたほか、例年5人前後の受験生に対し加点が行われていたことが明らかとなった。東京地検特捜部も文部科学省局長の汚職による不正入学事件（前述）の捜査過程でこのような操作があったことを把握し、大学側も内部調査による事実確認を進めている。8月8日に不正入学事件とこの件をあわせた調査報告書が公表され、そこでは臼井・鈴木の指示により少なくとも12年前（2006年）より入試の得点操作が行われており、同窓生の子弟らを入学させることで、寄附金をより多く集めたいとの動機があったことが指摘された。
東京医大がこのような点数操作を行った要因として、一般に女性医師は結婚や出産を機に離職あるいは休職したり、深夜勤務ができなくなったりすることがあるため、系列病院での医師不足を回避する目的もあったのではないかと報じられている。この問題について、病理専門医の榎木英介は低い窓口負担によって日本の特徴になっているコンビニ受診や患者側の求める利便の追求が医師の長時間労働や医療現場の疲弊を招いていることにも注目すべきだと指摘している。東京医大が行っていた受験制度の背景には、「男性の主治医が昼夜問わず付きっ切りになって診てくれる」ことを望む患者側の願望を、医療現場が忖度している現状があると述べている。榎木は抜本的解決案として日本における複数主治医制の導入を主張し、患者側が主治医が同一ではなくなっても「医者がコロコロ変わる」と批判しないこと、夜間や土日の説明などが受けられないといった不利益も甘受することといった患者側の意識改革を求めている。
2018年12月17日、特定適格消費者団体の認定NPO法人消費者機構日本は、消費者裁判手続特例法に基づき、東京地裁に東京医科大学に対する受験料返還義務確認訴訟を提起することになった（消費者団体訴訟）。2020年3月6日、東京地方裁判所は「告知を行わずに、ひそかに点数調整を行っていたことは、違法との評価を免れない」とし、大学は受験料などを返還する義務を負うとの判決を言い渡した。また旅費や宿泊費については「受験生の個別事情に立ち入って審理せざるを得ない面がある」として認めなかった。しかしながら、大学が不合格者名簿の大半を破棄していたため、返金手続きを代行する特定適格消費者団体のNPO法人消費者機構日本が、救済対象の受験生と連絡が取れない問題に直面している。機構によると、救済対象は約5200人に上るが、大学から提出された受験生の名簿は、追加合格者や重複を除き約400人分だけ。機構は「9月20日の参加締め切り日までに、どうすれば多くの対象者が気付いてくれるか」と頭を悩ませている。
2021年7月27日、東京医科大学と消費者機構日本は大学が機構に対し6800万円（元受験者559人分の計4750万円、機構の報酬約780万円等）を支払うとする内容で東京地裁で和解が成立した。2016年10月施行の消費者裁判手続特例法に基づく裁判で、手続きが終結した初めてのケースとなった。和解後の記者会見で、機構側の担当弁護士は、手続きの参加者が当初想定していた「約5200人」を大きく下回ったことに触れ、「いかに被害者を掘り起こしていくかが同種裁判の今後の課題だ」と話した。東京医科大学は「再発防止を徹底し、適切な入試に取り組む」とする理事長のコメントを発表した。
2022年9月9日、東京地裁は集団訴訟を起こした元受験生27人について、受験費用や慰謝料として計約1826万円を賠償するよう大学に命じた。2023年5月30日、東京高裁は一審判決を一部変更し、本来合格だった4人を不合格としたことへの慰謝料を増額。控訴した16人中15人に計約2085万円を支払うよう命じた。

### 一般推薦入試問題漏洩疑惑
2018年12月29日、不正入試問題を受けて組織された第三者委員会のの調査報告で一般推薦試験の問題の漏洩が起こっていた可能性が指摘をされた。報告書によると、2013年～2018年のいずれかの年に行われた医学科の一般推薦入試の直前、ある受験生が「試験問題が手に入った」などと予備校で話しており、この受験生は小論文で１位の得点であった。

### 第13目理事長1億円、前学長数百万円（不正入試の謝礼）の申告漏れ
2020年7月25日報道で、本学13代目理事長が入試の前後に受験生の親などから個人的に受け取った謝礼を申告していなかったとして、東京国税局からおよそ1億円の申告漏れを指摘されていたことがNHKの取材で判明した。不正入試問題を受けて東京国税局が調査を進めた結果、前理事長が入試で有利な取り計らいを依頼してきた受験生の親などから、入試の前後に1年当たりおよそ2000万円を謝礼として個人的に受け取っていたことが分かったという。前理事長はこうした謝礼を一切申告していなかったということで、国税局は前理事長に2018年までの5年間でおよそ1億円の申告漏れを指摘。前学長に対しても同様に謝礼を受け取ったとして、2018年までの4年間で数百万円の申告漏れを指摘した。過少申告加算税を含む追徴課税は前理事長がおよそ4000万円、前学長が数百万円で2人はすでに修正申告したとみられる。

## 大学関係者と組織
- 学祖 高橋琢也（官僚、貴族院議員） - 1918年（大正7年）全私財を投じ、全国を奔走し医学界、政界、財界の有志から多大な支援を受け、東京医学専門学校を設立した[30]。

### 大学関係者一覧
- 東京医科大学の人物一覧

## 姉妹校関係
- カンザス大学（アメリカ合衆国） 1982年-
- 中山医学大学（台湾） 1984年-
- 東京薬科大学 1992年-
- 国際医療福祉大学 1995年-